# Бальтазар Нейман
 Бальтазар Нейман  (нім. Johann Balthasar Neumann повне ім'я Йоганн Бальтазар Нейман, 27 січня, 1687, Хеб, тепер Чехія — 19 серпня, 1753, Вюрцбург) — один з найвидатніших архітекторів в німецьких землях доби пізнього бароко.

## Життєпис

### Походження
Народився в містечку Егер, нині Хеб, Чехія. Походить з родини ремісника, батько Ганс Крістоф Нейман був ткачем. Бальтазар — сьома дитина з дев'яти в родині.

### Військова кар'єра та навчання

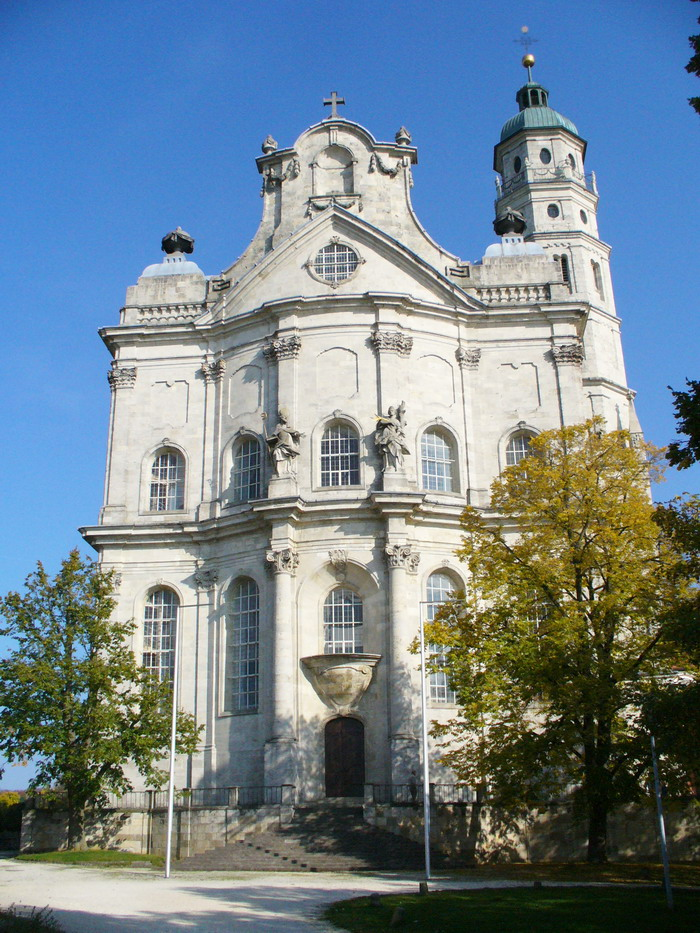
Церква абатства Neresheim

У 1711 р. перебрався у Франконію.
Аби знайти вихід зі скрутного матеріального стану, обрав військову кар'єру і став солдатом. Вивчав фортифікацію і головним фахом військового інженера Бальтазара стала архітектура.
Разом з військами Франконії перебував в Угорщині та Австрії. У відні бачив і вивчав архітектурні споруди доби бароко. Серед митців, що мали вплив на майбутнього архітектора — 
- Йоган Бернгард Фішер фон Ерлах
- Йоган Лукас фон Гілдебрандт
- Гваріно Гваріні

### Замовники родини Шонборн

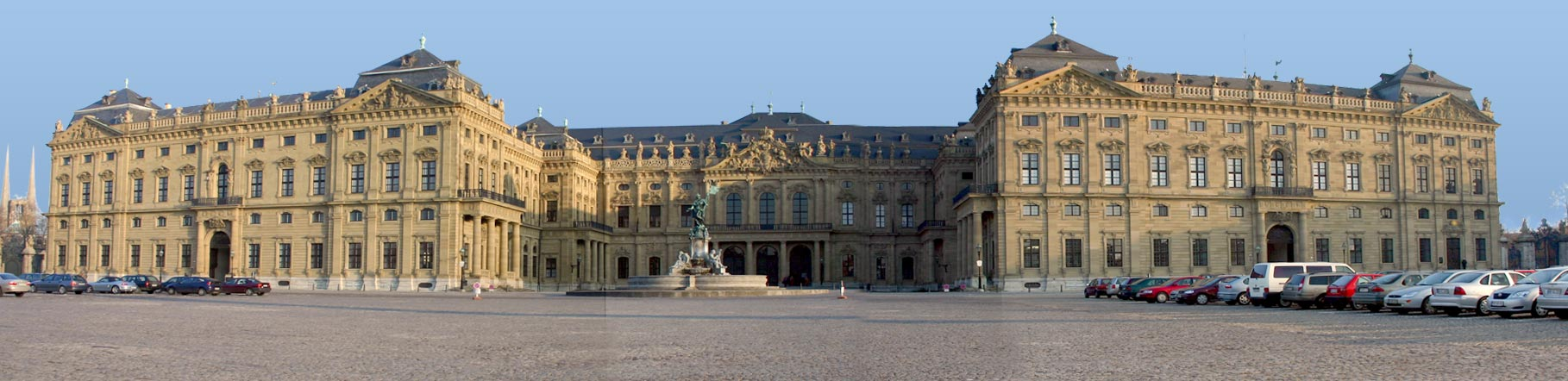
Вюрцбург, палац резиденція князя-єпископа

В той час розпочалося будівництво величної резиденції єпископа у місті Вюрцбург. До будівництва залучили і талановитого військового інженера-артилериста. Йому дозволили здійснити освітню подорож у західні німецькі землі та Францію. Нейман відвідав Мангайм, Страсбург, Нансі, Париж. Найдовше затримався в Парижі, де вдосконалював майстерність проектування.
У 1724 р. здобув чин майора.
У 1741 р. здобув чин полковника, що було найвищим військовим званням, яке міг вислужити простий за походженням Бальтазар Нейман.
Талант архітектора використовували не тільки на парадні чи унікальні споруди, що відвертало його від творчості. 
Помер в місті Вюрцбург і був похований в каплиці Богородиці.

## Основні ідеї та твори
Зазначають, що два принципи Неймана при будівництві церков (у яких він також базувався на елементах Відродження, оскільки Антоніо Петріні вже використовував їх у кармелітській церкві св. Йосипа та св. Марії Магдалини та абатстві Гауг
) 
«ротонда» і «викривлений простір». 

У своїй історії сприйняття Неймана Мануель Майєр приписав цей погляд геніальній школі, яка, у своєму внутрішньому парадоксі, завдячує науковому ідеалізму, який залишається життєздатним лише через її протилежну школу, колективізм. 

### Успіхи в містобудуванні

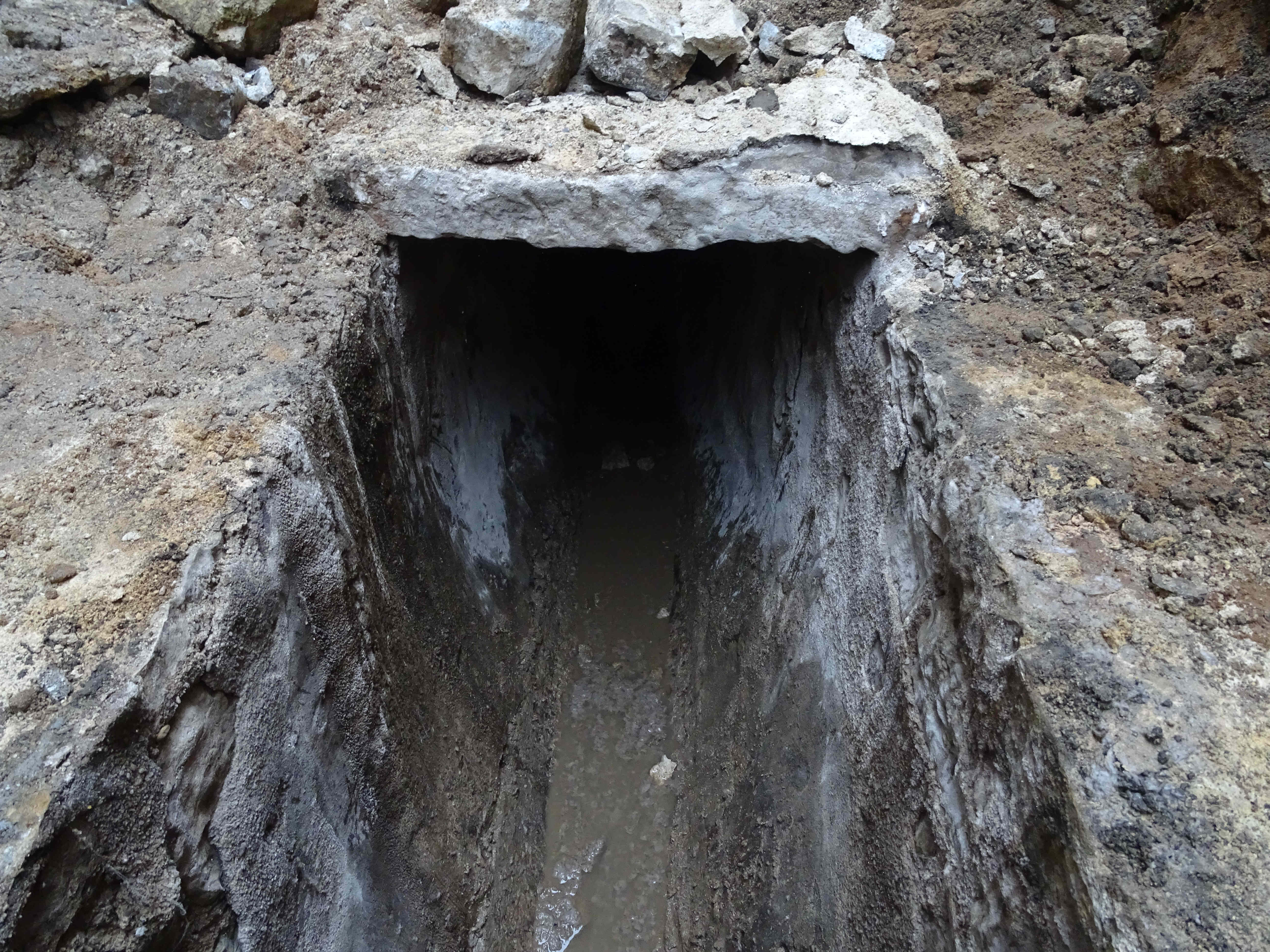
Вид на каналізацію Вюрцбурга XVIII століття (так званий канал Бальтазар-Неймана); виявлено у 2019 р. під час археологічних розкопок

Бальтазар Нейман провів у Вюрцбург канали та свіжу джерельну воду в чотиритрубний колодязь і проклав нові вулиці. 
Для розрахунків своїх будівель у стилі рококо він розробив спеціальний пропорційний кут, instrumentum architecturae. 
Це полегшило розрахунок пропорцій різних типів колон.
Перше точне картографічне зображення міста Вюрцбург походить від Неймана: він намалював цей поверховий план міста ще в 1715 році. 
Однак цей історично значущий план міста Неймана зберігся лише в копії, зробленій Йозефом Фішером в 1775 році. 
Перспективний краєвид міста Вюрцбург з висоти пташиного польоту, намальований Нейманом, широко використовувався з 1723 року (впроваджено Йоганном Зальфером, Йоганном-Баптистом Гоманном і Йоганном Бальтазаром Гутвайном). 

У Бад-Кіссінгені разом з Георгом Антоном Боксбергером він організував перенесення Франконської Зале в 1737 — 1738 рр.. 
Під час цих робіт було знову відкрито «Гостру криницю», нинішнє джерело Ракоці. 
Крім того, його плани щодо королівського курортного будинку та нефа Каплиці Святої Марії були реалізовані в Кіссінгені. 
У 1738 році він намалював загальний вигляд Бад-Кіссінгена з міським муром і 14 вежами.
Ймовірно, що сьогоднішній ансамбль замку Візентгайд базується на планах Неймана.

### Перелік деяких споруд
Серед споруд Неймана — близько 100 мостів, невеликих особняків, комерційних та житлових споруд окрім церков та палаців для князя-єпископа.

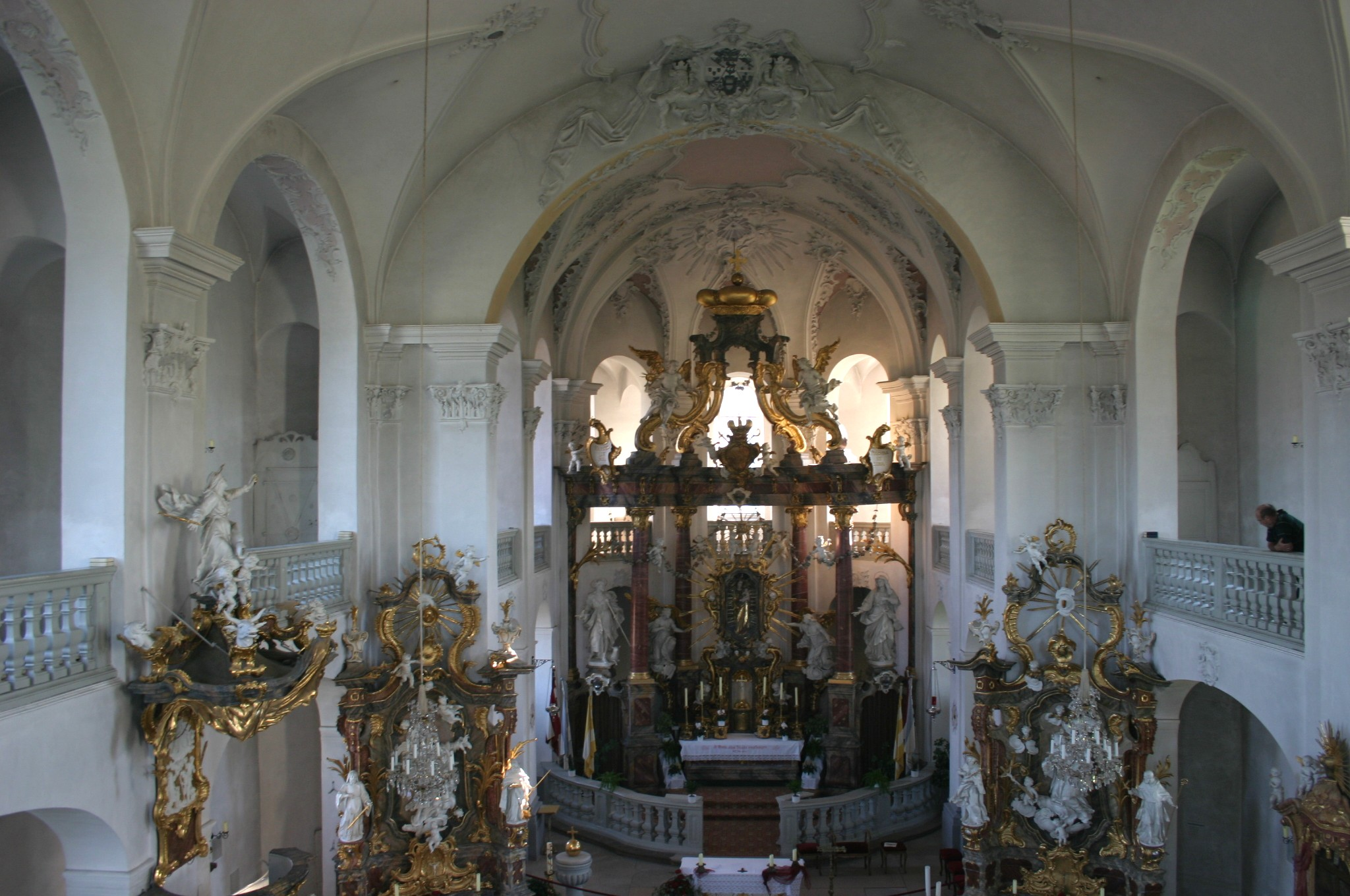
Паломницький костел Богородиці, інтер'єр, Лімбах

- Вюрцбурзька резиденція в італо-французькому стилі бароко (1720-1744) за моделлю Версальського палацу
- Будинок відпочинку (близько 1720 р.) в парку замку Візентгайд[de]
- Замок Бургпреппах[de], сходова кімната (з 1722 р.)
- Ландверштрасе 18, 20, 22 у Кітцінгені (1721–1735), казарми Вюрцбурзької армії
- Шенборнська каплиця[de] на північній хрестовині Вюрцбурзького собору (спроектована в 1721 — 1724 рр.)
- Фонтанний зал у Бад-Боклеті[de] (1725)
- Парафіяльна церква св. Андрія[de] в Рецштадті (1726)
- Вежа машикулі фортеці Марієнберг поблизу Вюрцбурга (1728)
- Кругла церква монастиря Гольцкірхен[de] у Гольцкірхені (1728–1730)
- Монастир Гейденфельд[de] (1723–1733)
- Фіхтельшер-гоф у Вюрцбурзі, Бронбагергассе (з 1724 р., від імені канцлера двору Франца Людвіга фон Фіхтля). Проект декоративного оздоблення фасаду, який було додано близько 1734 року, ймовірно, походить від Йоганна Лукаса фон Гільдебрандта.[9]
- Церква Тевтонського ордену[de] в Бад-Мергентгаймі , участь, (1730–1735)
- Паломницька церква монастиря[de] Гесвайнштейн (1730–1739)
- Брухзальський палац (сходи, з 1731 р.)
- Парафіяльна церква св. Миколая[de] в Арнштайні (Верхня Франконія) (1731–1734)
- Тауберський міст (Тауберреттерсгайм)[de] (1733)
- Вернецький палац[de] Вернек (1733-1746)
- Інтер'єр парафіяльної церкви Св. Пауліна[en] в Трірі (1734-1757)
- Парафіяльна церква св. Лаврентія[de] в Ретцбаху (1736–1738)
- Паломницька церква св. Лаврентія біля Білого фонтану в Кірхентумбаху, район Пуцмюле (1736–1739)
- Гоф-Ромбах у Вюрцбурзі (1738, знищений 1945);
- Парафіяльна церква Св. Цецилії[de] в Гойзенштаммі (1739)
- Парафіяльна церква Св. Цецилії в Заффігу (1739-1742)
- Церква Св. Петра (Брухзаль)[de]
- Проекти Нового палацу[de], Мерсбург (близько 1740 р.)
- Планування (з 1741 р.) та будівництво (1743–1744 рр.) нового домініканського костелу[de] у Вюрцбурзі[10]
- Терасові будинки на Театерштрассе у Вюрцбурзі (з 1741 р. майже повністю знищені в 1945 р.)[11]
- Палац Августусбург у Брюлі, сходи (1740–1746), головний вівтар Св. Марії (1745–1746)
- Хрестова каплиця[de] Вайтергаузена в Кітцінгені (1741-1745)
- Маєток Оттерсгаузен[de] Нове будівництво об’ємної будівлі, реконструкція прибудови II та кутової будівлі в Оттерсгаузені (1741–1747)
- Церква Лаврентія[de] в Дірмштайні (1742–1746)
- Троїцька церква[de] в Гайбаху (1743–1745)
- Втрачена базиліка абатства Мюнстершварцах[de] (1727–1743)
- Базиліка Чотирнадцяти Святих[de] біля Бад-Штаффельштайна (1743 — 1772)
- Церква Св. Киріака[de] у Швеммельсбаху (1744)
- Монастирський млин[de] абатства Мюнстершварцах (1744–1749)
- Реконструкція монастиря Оберцелль[de], Цель-ам-Майн (1744–1760)
- Радник при реконструкції згорілого в листопаді 1745 р. центрального корпусу (княжого корпусу) Юлієвського шпиталю (до 1749 р.)[12]
- Святі сходи[de] Кройцбергкірхе[de] в Бонні (1746-1751)
- Церква абатства Нересгайм[de] (1747–1792)
- Парафіяльна церква Св. Михаїла, Гофгайм-ім-Рід (1747–1754)
- Колегіальна ратуша в Елльвангені, участь (1748–1750)
- Мармельштайнер-Гоф[de] (стадіон Домгерренгоф) у Вюрцбурзі, Домершульштрасе 2 (1747)[11]
- Паломницька церква Кеппеле[de] у Вюрцбурзі (1748–1750)
- Церква Св. Віта[de], Таубербішофсгайм (1748–1752)
- Садовий павільйон в Рандерзаккері (близько 1750 р.)
- Фрайлигратгауз (за проектом палацу Бушман/фон Бігелебен), Ункель-ам-Райн (1750/70)
- Паломницька церква Марії[de], Лімбах (1751-1755)
- Палац Файтсгехгайм[de] у Файтсгехгаймі , розширення (1753)
- Втрачена церква Михайла в Кітцінген-Етвасхаузені, прибудова (до 1754 р.)

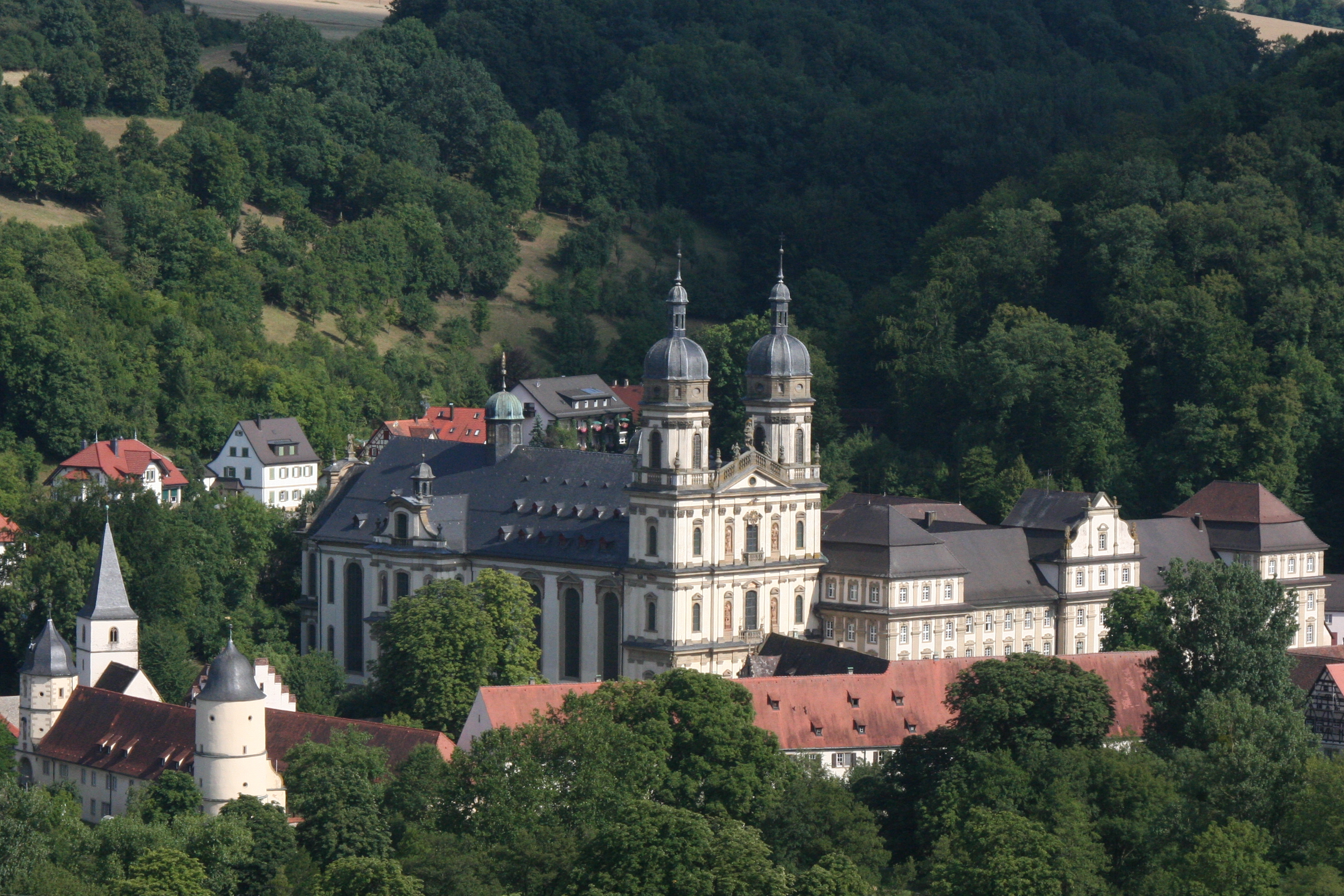
Церква монастиря Шенталь
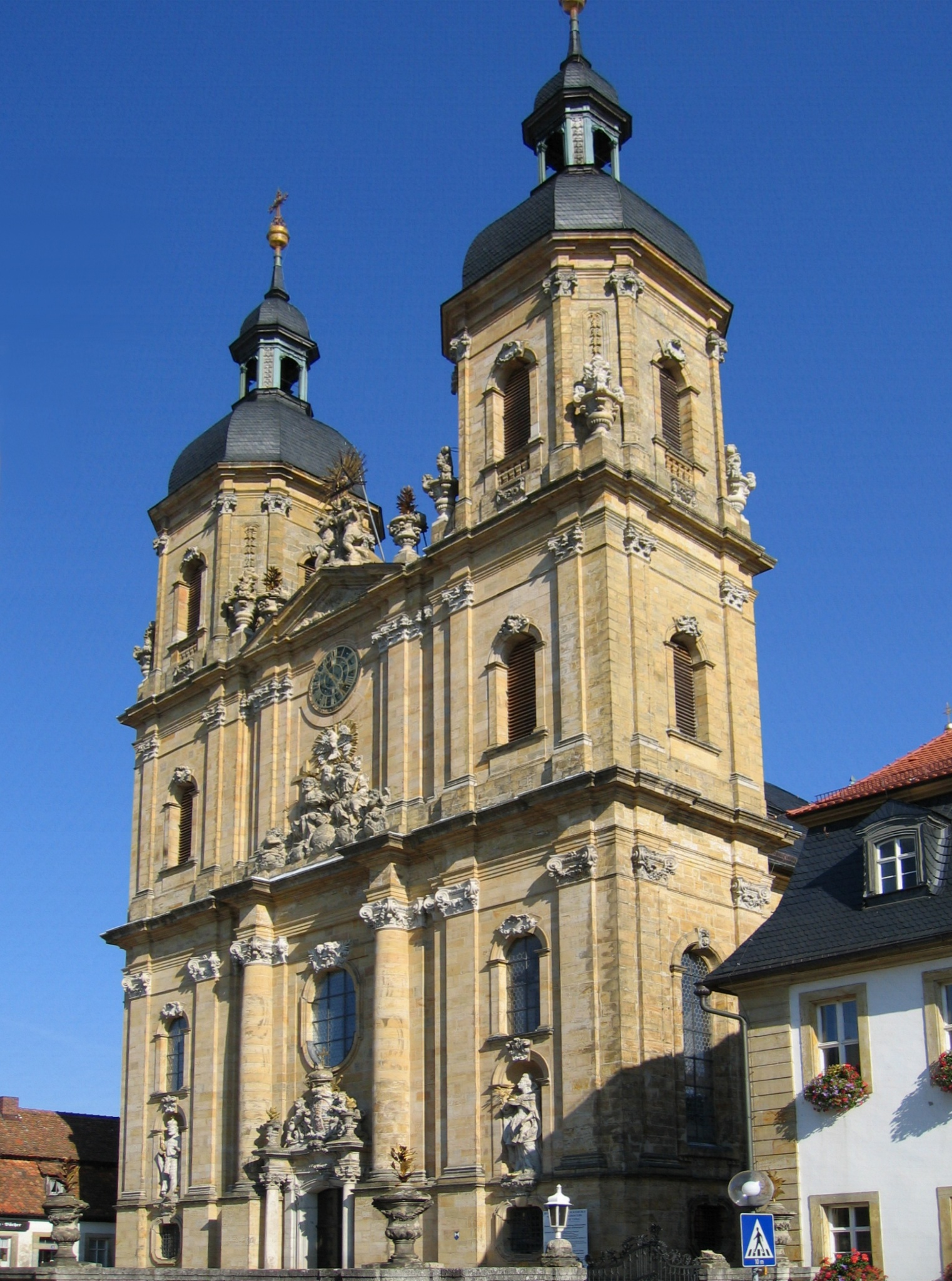
Паломницький костел, монастир Гесвайнштайн
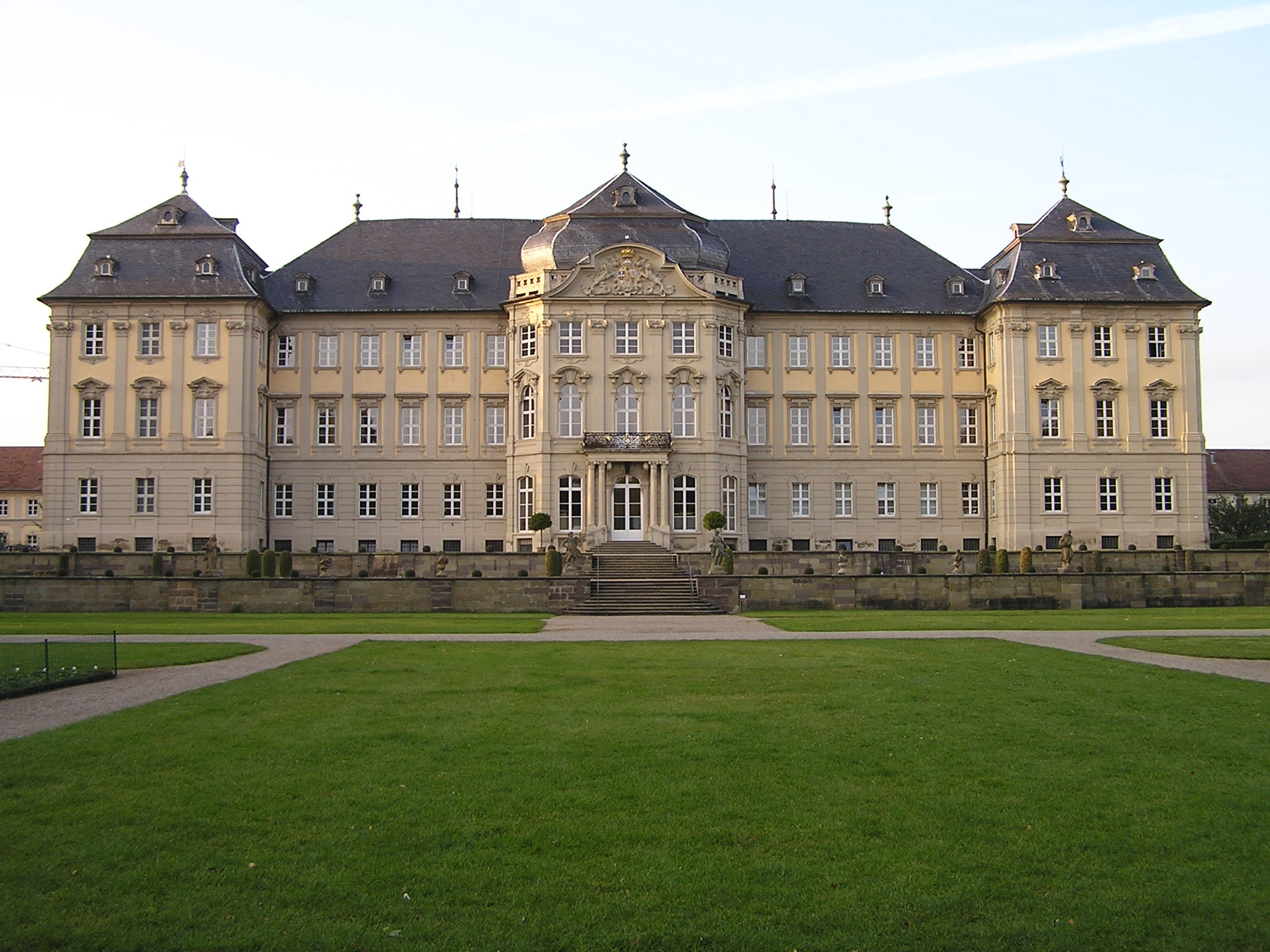
палац Werneck
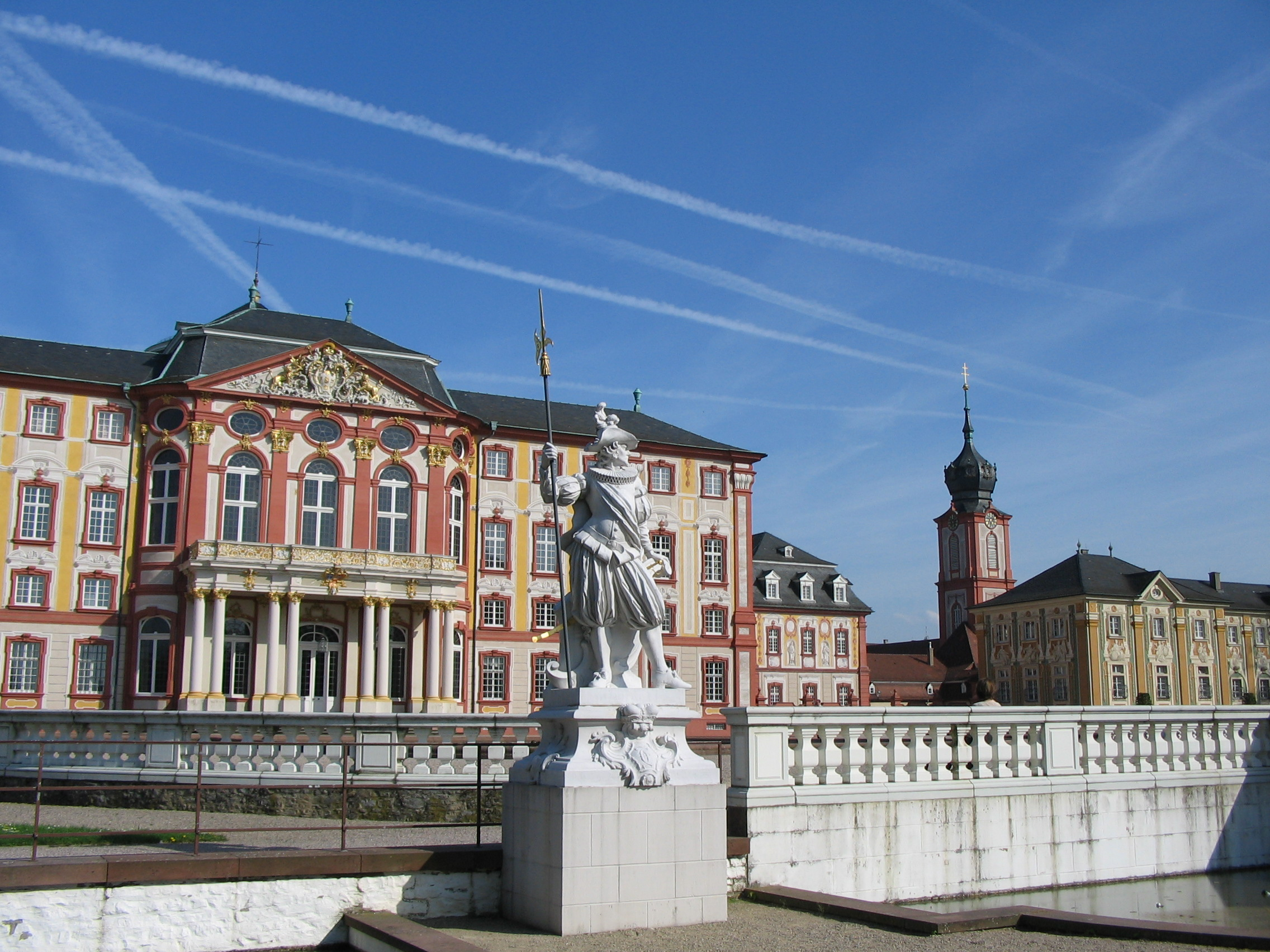
палац Брусхаль, парковий фасад
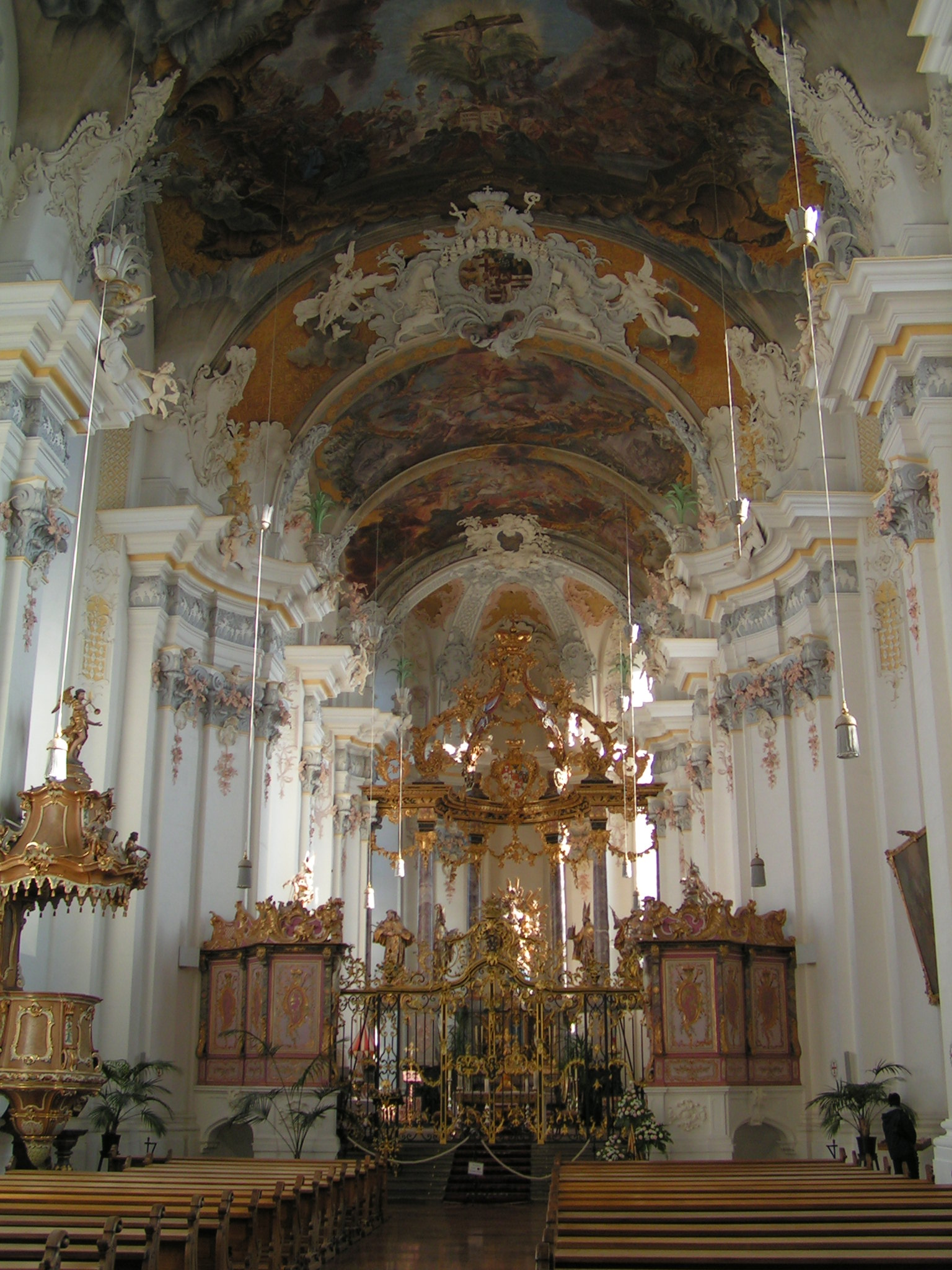
Інтер'єр церкви Св. Паулини, Трір
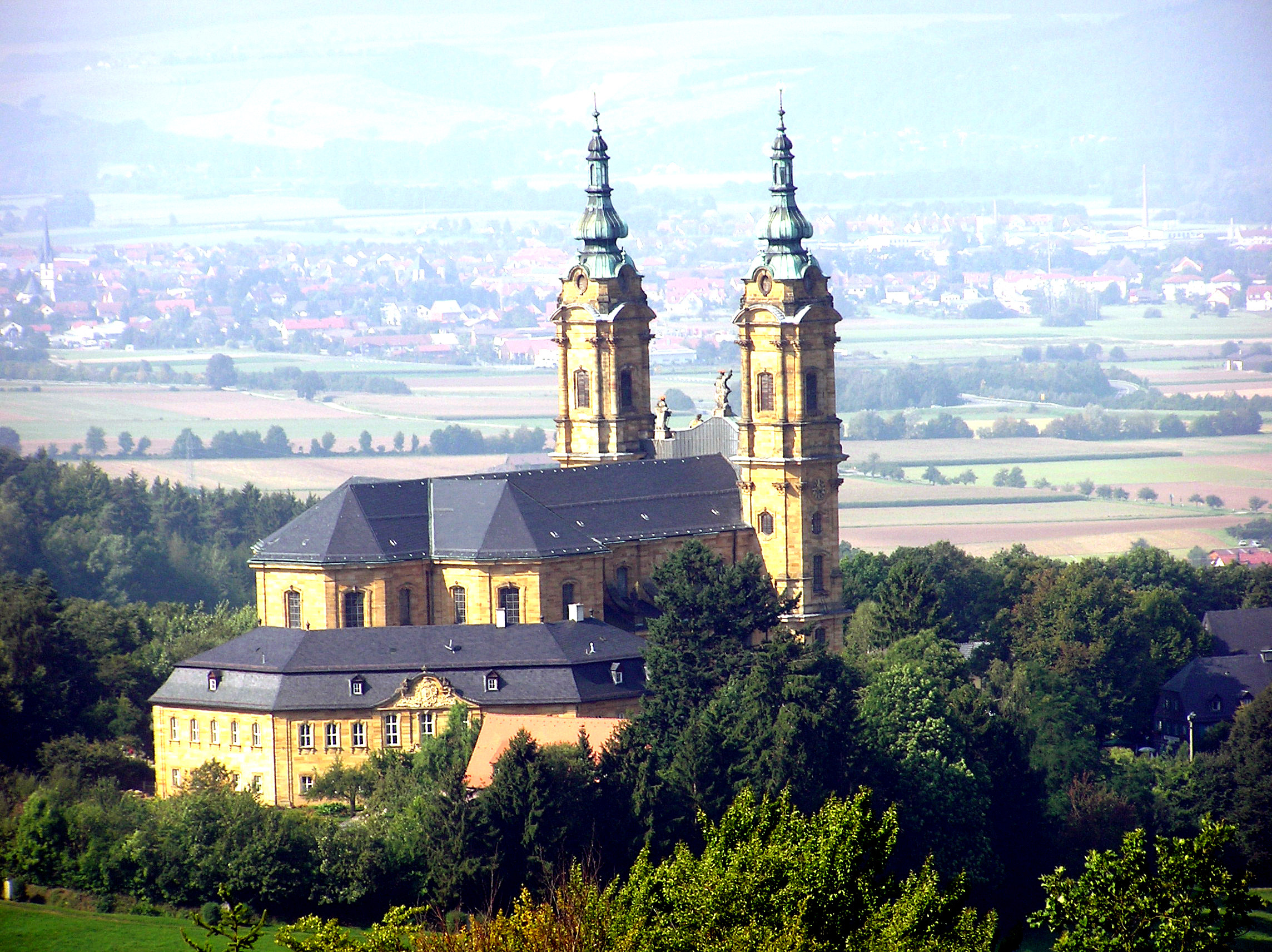
Базиліка Фірценгайліген
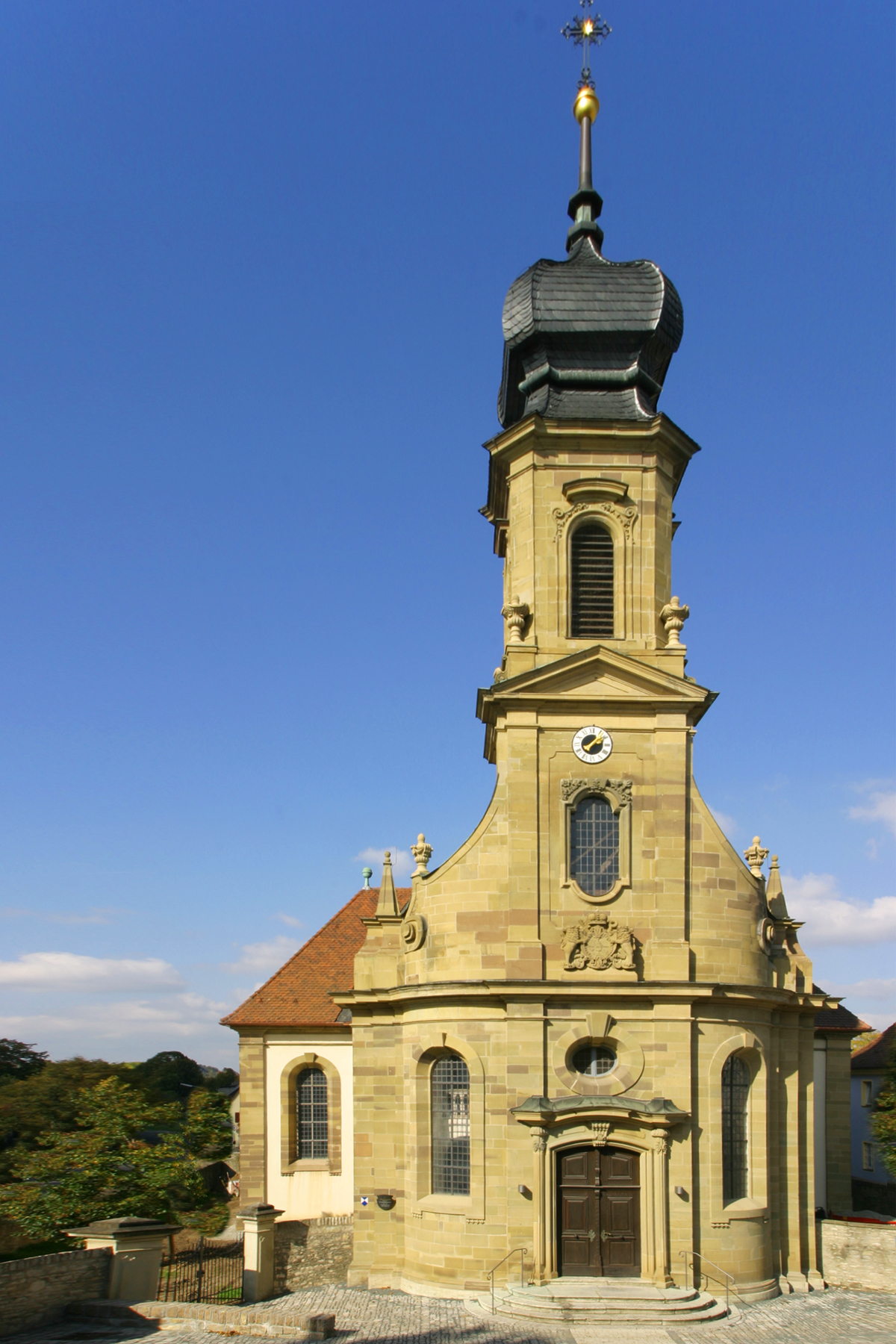
Каплиця Хреста, Кітцинген, головний фасад
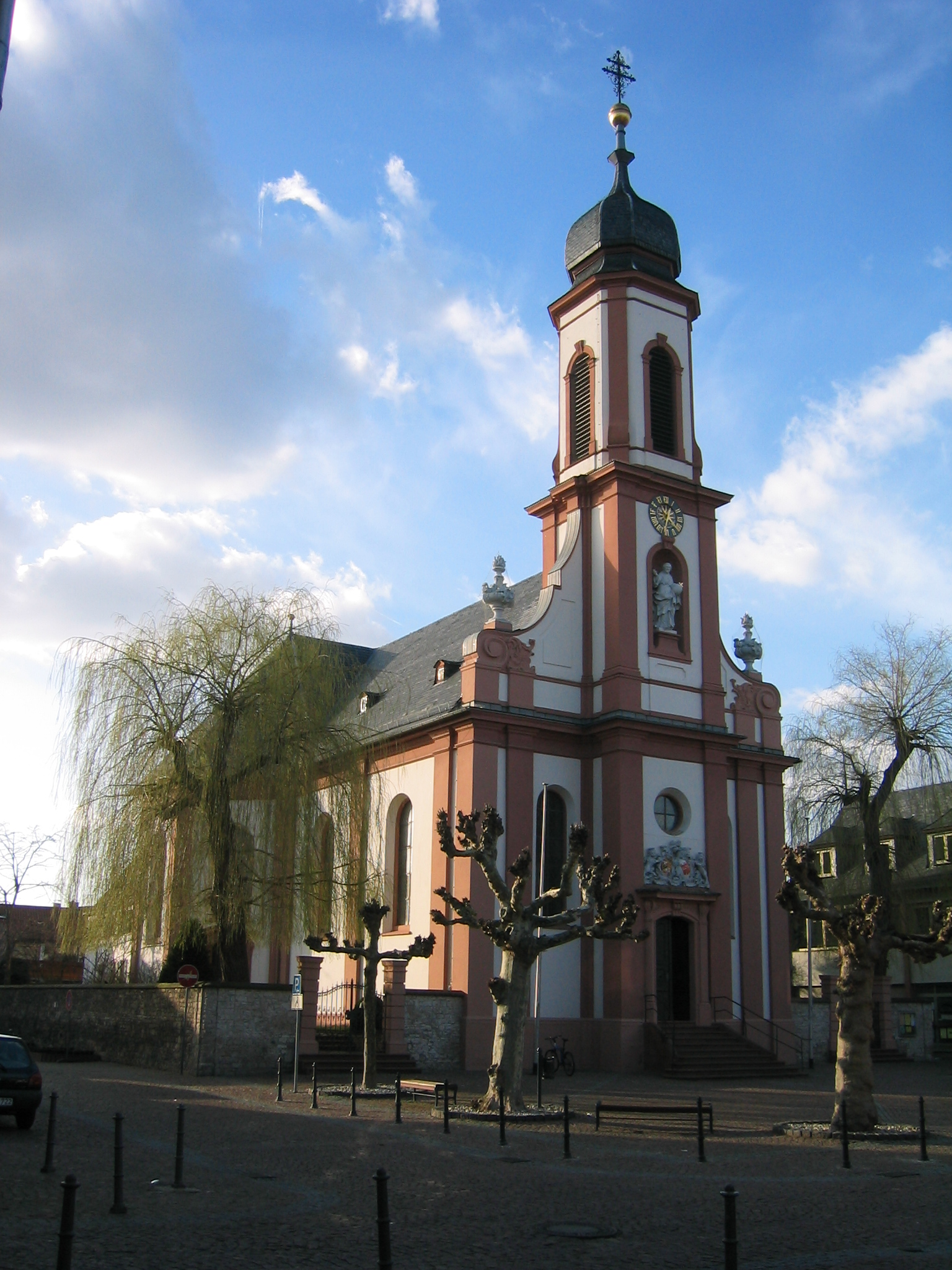
Фарна церква Св. Цецилії,